# Усть-Бургалтайское сельское поселение
Се́льское поселе́ние «Усть-Бургалтайское» (бур. Бургалтайн Адагын hомон) — упразднённое в 2024 году муниципальное образование в Закаменском районе Бурятии Российской Федерации.
Административный центр — улус Усть-Бургалтай.

## История
Статус и границы сельского поселения установлены Законом Республики Бурятия от 31 декабря 2004 года № 985-III «Об установлении границ, образовании и наделении статусом муниципальных образований в Республике Бурятия».
В октябре 2024 года сельское поселение упразднено. Улус Усть-Бургалтай вошло в состав сельского поселения Михайловское.

## Население
| 2002 | 2011 | 2012 | 2013 | 2014 | 2015 | 2016 |
| ---- | ---- | ---- | ---- | ---- | ---- | ---- |
| 319  | ↗394 | ↘373 | ↗377 | ↘366 | ↘337 | ↘331 |
| 2017 | 2018 | 2019 | 2020 | 2021 | 2023 | 2024 |
| ↘321 | ↘316 | ↘312 | ↘287 | ↗290 | ↘283 | ↘275 |

## Состав сельского поселения
| № | Населённый пункт | Тип населённого пункта       | Население |
| - | ---------------- | ---------------------------- | --------- |
| 1 | Усть-Бургалтай   | улус, административный центр | ↘275      |